# Mejdi Mosrati
Mejdi Mosrati, né le 13 septembre 1986 à Menzel Ennour, est un footballeur international tunisien évoluant au poste de milieu de terrain.

## Clubs
- février 2006-juillet 2008 : Union sportive monastirienne (Tunisie)
- juillet 2008-juillet 2010 : Étoile sportive du Sahel (Tunisie)
- juillet 2010-août 2012 : Stade tunisien (Tunisie)
- août 2012-juillet 2014 : Chabab Ahly Bordj Bou Arreridj (Algérie)
- juillet 2014-juillet 2015 : Espérance sportive de Zarzis (Tunisie)
- décembre 2016-juillet 2017 : Club sportif sfaxien (Tunisie)
- juillet 2017-août 2019 : Union sportive monastirienne (Tunisie)
- depuis février 2020 : Astre sportif de Menzel Ennour (Tunisie)

## Équipe nationale
Il compte deux sélections avec la sélection nationale tunisienne.